# Saint-Martin (Paris metro)

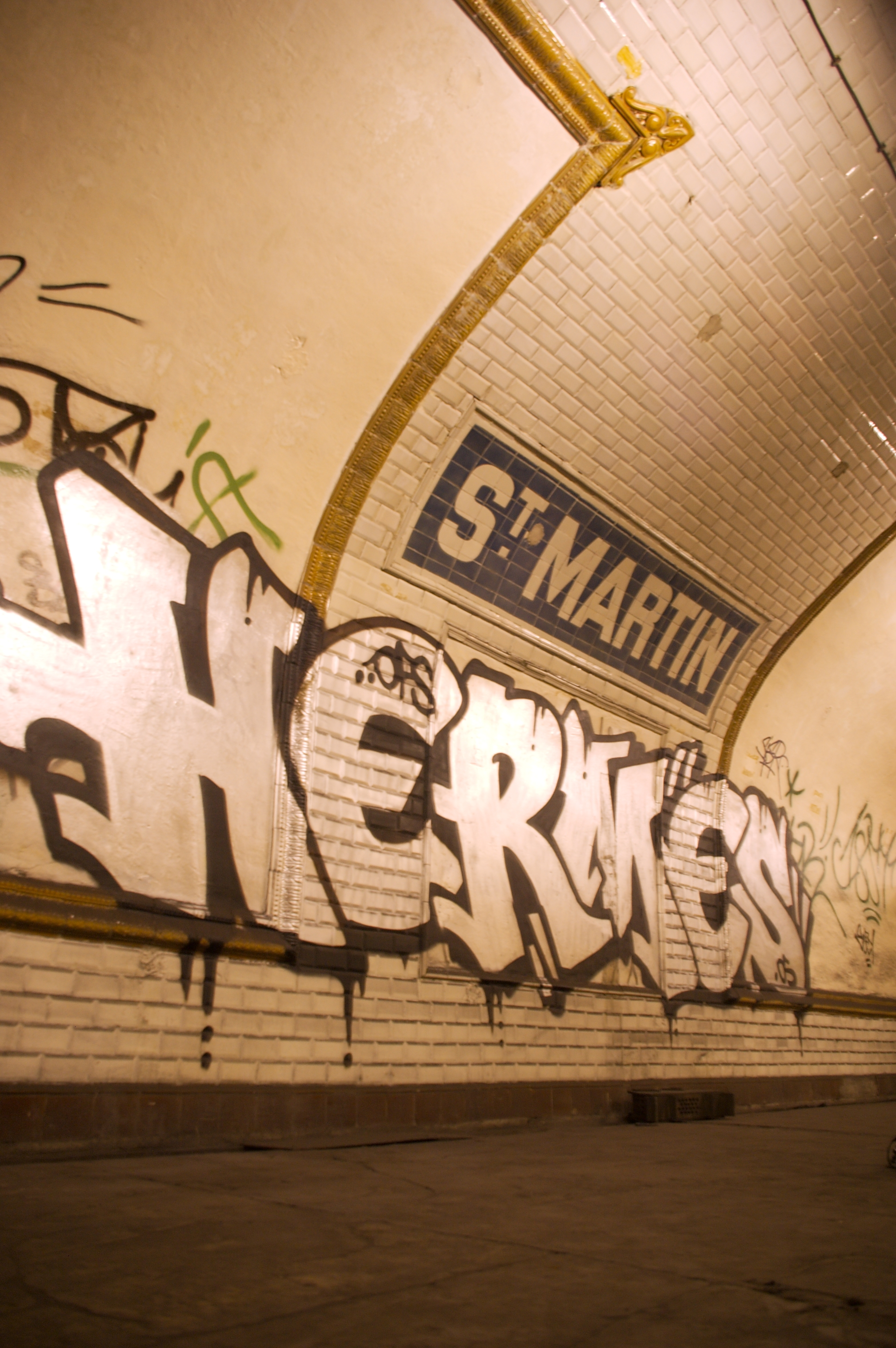
Perrongen.

Saint-Martin är en övergiven tunnelbanestation i det parisiska tunnelbanenätet, Paris metro. Den öppnades 1933 och är belägen på linjerna 8 och 9 mellan stationerna Strasbourg - Saint-Denis och République.
Stationen stängdes 2 september 1939 i samband med andra världskrigets inledande i likhet med flera andra stationer som en del av mobiliseringen. Stationen renoverades och öppnades igen efter krigsslutet men eftersom stationen bara ligger 100 meter ifrån stationen Strasbourg - Saint-Denis stängdes den efter en kort tid.
Stationsnedgångarna är fortfarande synliga. Den västra är belägen vid Porte Saint-Martin och den östra längre österut längs Boulevard Saint-Martin. Stationen kom att bebos av hemlösa personer och Frälsningsarmén har iordningställt och driver ett härbärge i stationens östra ingång.
Stationen har välbevarade reklamskyltar från efterkrigstiden och stora delar av stationens kaklade utsmyckning är intakt och den är ett populärt mål för urban exploration-kulturen.
På senare år har perrongerna använts för konstutsmyckning och i marknadsföringssammanhang som displayer för de pendlare som passerar dessa på linje 8 och 9. Bland annat för att marknadsföra Ridley Scotts film Prometheus, av biltillverkaren Nissan och med konst under Paris kulturnatt Nuit Blanche år 2010.

## Bildgalleri

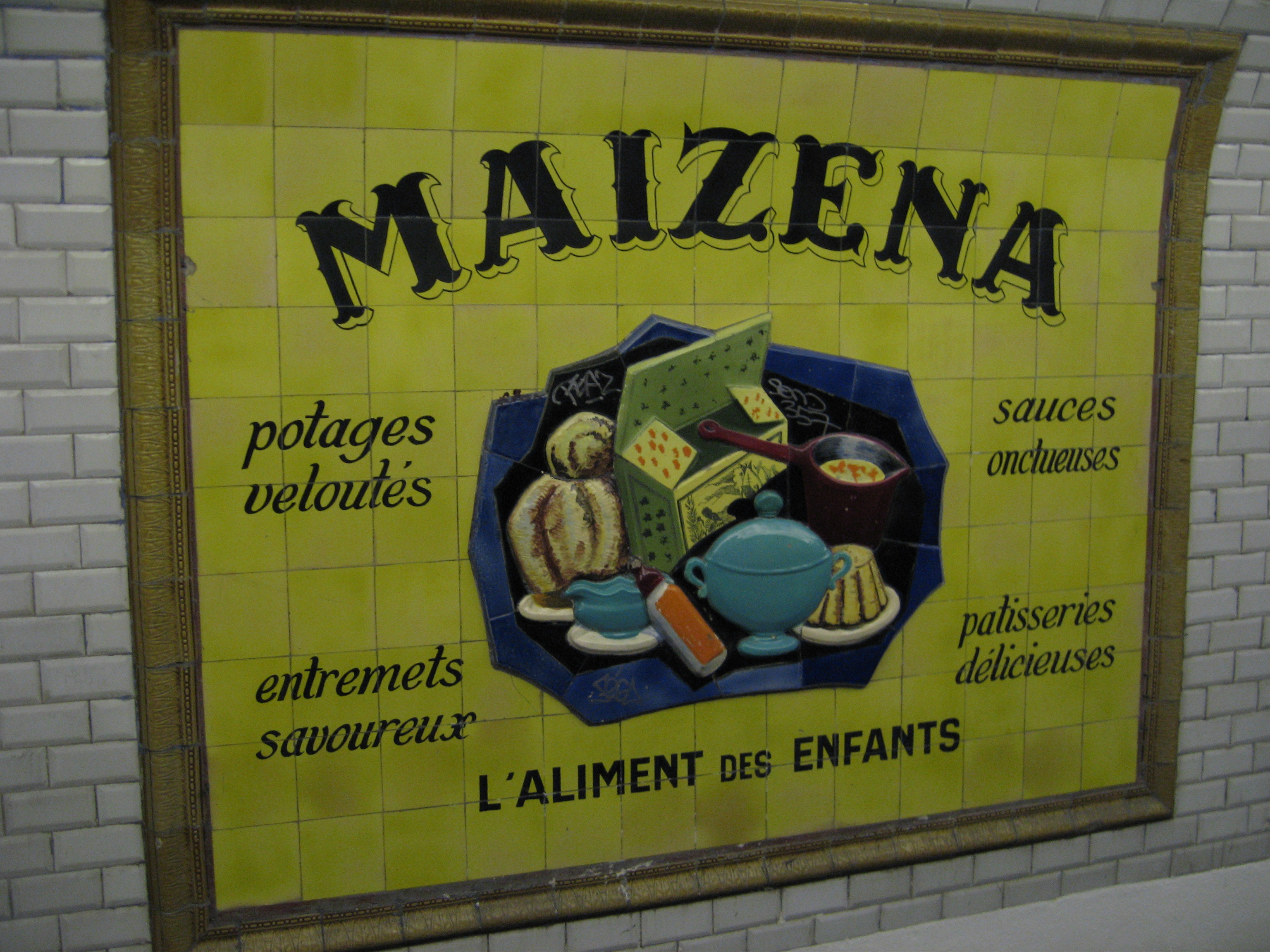
Maizenareklam.
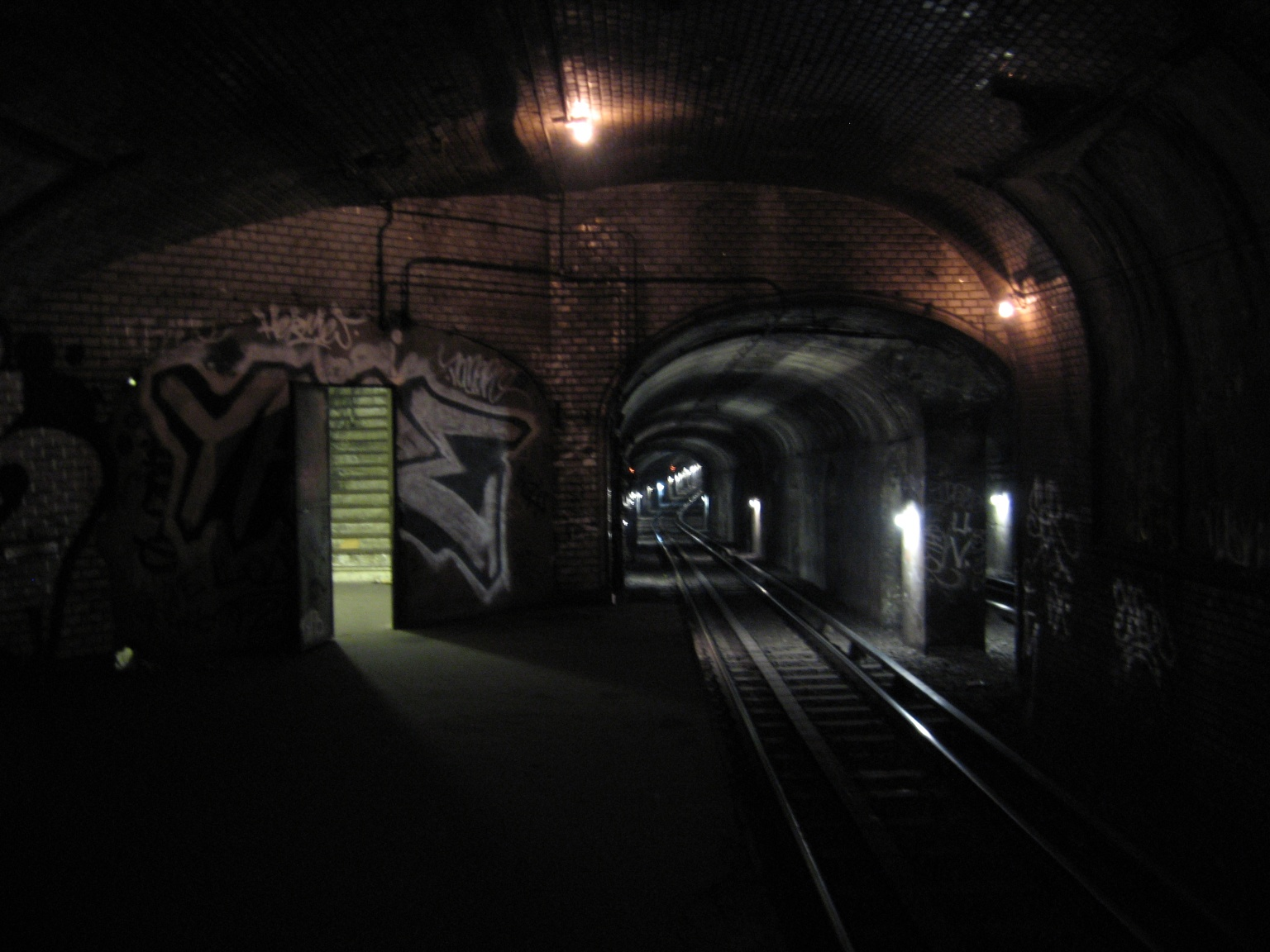
Ett av spåren.
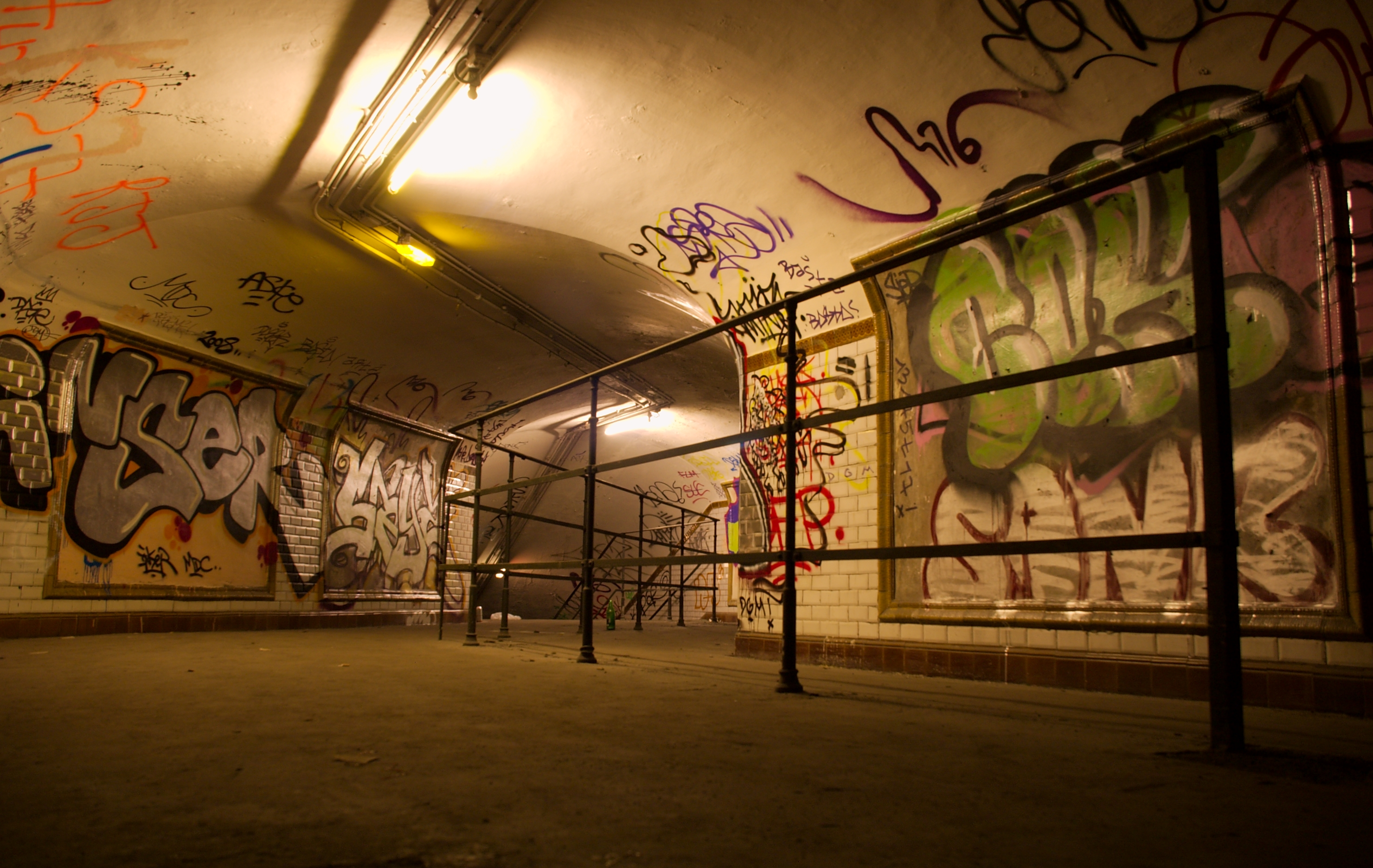
Graffiti.